# Nyírkércs
Nyírkércs község Szabolcs-Szatmár-Bereg vármegyében, a Baktalórántházai járásban.

## Fekvése
A Közép-Nyírségben fekszik, Nyíregyházától mintegy 36 kilométerre kelet-északkeletre, Baktalórántházától 4 kilométerre északnyugatra.
A közvetlen szomszédos települések: észak felől Laskod, északkelet felől Nyírjákó, délkelet felől Baktalórántháza, délnyugat felől Levelek, nyugat felől Nyíribrony, északnyugat felől pedig Ramocsaháza.

### Megközelítése
Csak közúton érhető el, Baktalórántháza vagy Ramocsaháza érintésével, a 4104-es úton.

## Története
Nyírkércs a környék egyik legrégebbi települése.
Neve a Kér törzsnévből keletkezett.
A község keletkezése a 10. századra tehető, telepítés formájában. Első lakói katonáskodó várjobbágyok voltak.
A 13. század végén a borsovai várispánság tartozéka volt.
A település neve V. István 1282-ben kelt oklevelében bukkan fel először. Az okirat szerint a kiskércsi kétekényi földet, melyet Laskod határából szakítottak ki, Bogdai (Baktai) Illés (comes) ispán kapta, aki azt továbbadományozta két serviensének. A falu önállósodása és Laskodtól való elszakadása csak a 14. században következett be.
A település a 14. században két részből, Alsó- és Felsőkércs-ből állott. A Kércsy-családnak Alsókércsen voltak birtokai, s itt volt kúriájuk is. A településen még Lónyai Andrásnak és a Jármy család-nak volt birtoka.
A község  a 18. század. közepén újratelepült, ekkorra már a falu Alsó- és Felsőkércs formája nem észlelhető.
Nyírkércs Baktalórántháza nagyközségi közös tanács társközsége volt, 1990-ben önállóvá vált, Nyírjákóval közös körjegyzőséget működtet.
A falunak 8-tantermes iskolája, óvodája, idősek napköziotthona, bentlakásos idősek otthona is van.
A település lakossága főként mezőgazdaságból él.

## Közélete

### Polgármesterei
- 1990–1994: Csoma Tiborné (független)[3]
- 1994–1998: Csoma Tiborné (független)[4]
- 1998–2002: Csoma Tiborné (független)[5]
- 2002–2006: Csoma Tiborné (független)[6]
- 2006–2010: Csoma Tiborné (független)[7]
- 2010–2014: Csoma Tiborné (független)[8]
- 2014–2019: Csoma Tiborné (független)[9]
- 2019–2022: Rostás János Tibor (Fidesz-KDNP)[10]
- 2022–2024: Rostás János Tibor (Fidesz-KDNP)[11]
- 2024– : Rostás János Tibor (Fidesz-KDNP)[1]

A településen 2022. június 26-án időközi polgármester-választást kellett tartani, mert a korábbi képviselő-testület 2020. október 26-án feloszlatta magát. A választáson a hivatalban lévő polgármester egyedüli jelöltként indult el, így meg is tarthatta posztját.

## Népesség
A település népességének változása:
| Lakosok száma | 826  | 806  | 804  | 763  | 702  | 697  | 692  |
|               | 2013 | 2014 | 2015 | 2021 | 2022 | 2023 | 2024 |

2001-ben a község lakosságának közel 100%-a magyar nemzetiségűnek vallotta magát.
A 2011-es népszámlálás során a lakosok 91,2%-a magyarnak mondta magát (8,8% nem nyilatkozott). A vallási megoszlás a következő volt: római katolikus 25,3%, református 47,5%, görögkatolikus 12,7%, felekezeten kívüli 0,5% (14% nem válaszolt).
2022-ben a lakosság 94,4%-a vallotta magát magyarnak, 0,4% németnek, 0,3% cigánynak, 0,3% ukránnak, 1,1% egyéb, nem hazai nemzetiségűnek (5,6% nem nyilatkozott; a kettős identitások miatt a végösszeg nagyobb lehet 100%-nál). Vallásuk szerint 18,4% volt római katolikus, 42,3% református, 12,5% görög katolikus, 0,1% evangélikus, 1,7% felekezeten kívüli (24,6% nem válaszolt).

## Nevezetességei
- Református temploma - eklektikus stílusban 1896-ban épült, Márta Gábor tassi vállalkozó terve és munkája által.
- Római katolikus temploma - 1997-ben épült fel. Mária képét az egri érsekség adományozta. Szentségtartója népi fafaragó műve, a márványból készült oltárasztal német hívek adománya. A háromrészes oltárkép Küzmös Enikő festőművész alkotása.